# جورج ايرفينغ بيل
جورج ايرفينغ بيل (بالإنجليزية: George Irving Bell)‏ (و. 1926 – 2000 م) هو فيزيائي من الولايات المتحدة الأمريكية . ولد في إيفانستون .

## التعليم
تعلم في جامعة هارفارد، وجامعة كورنيل